# Pensacola (Volk)

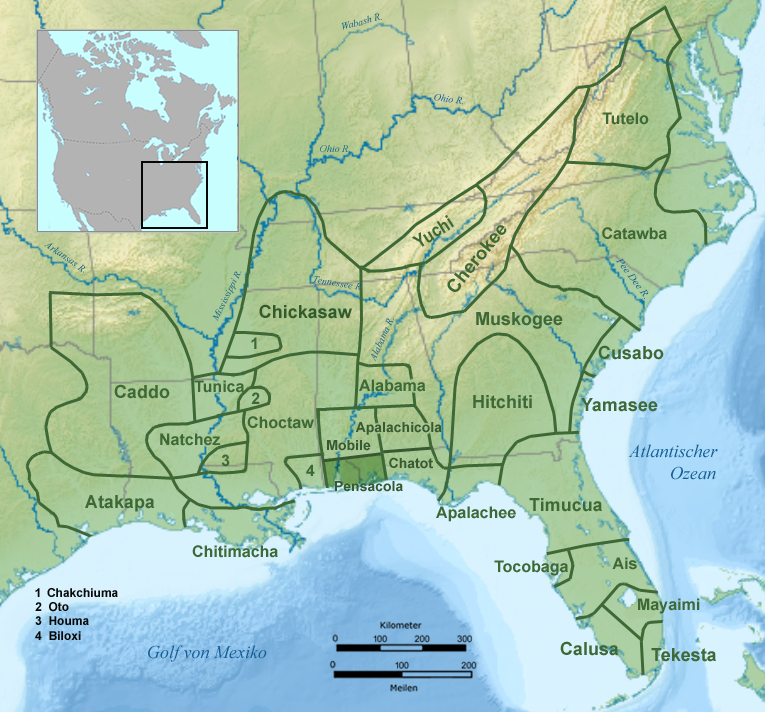
Stammesgebiet der Pensacola im 16. Jahrhundert.

Die Pensacola, auch Panzacola, waren ein nordamerikanisches Indianervolk, das zu Beginn des europäischen Kontakts im nordwestlichen heutigen Florida, dem sogenannten Panhandle (Pfannenstiel), und im südöstlichen Alabama lebte. Sie sprachen einen Dialekt aus den Muskogee-Sprachen, wahrscheinlich ähnlich dem der Choctaw. Ihr Name stammt aus dieser Sprache und bedeutet sinngemäß Leute mit Haaren. Die Pensacola Bay und die Stadt Pensacola wurden nach ihnen benannt. Die Pensacola lebten bis zur Mitte des 18. Jahrhunderts in dieser Gegend, schlossen sich danach benachbarten Völkern an und die Existenz als Stamm gilt seit etwa 1760 als erloschen.

## Kultur
Die Pensacola entwickelten eine Kultur, die von Archäologen als Pensacola-Kultur bezeichnet wird. Sie gilt als regionale Variante der Mississippi-Kultur und existierte von 1100 bis 1700 n. Chr. Archäologische Ausgrabungen zeigen, dass diese Kultur in ihrer Blütezeit von der Choctawhatchee Bay im Osten bis zum Mississippi River Delta bei Biloxi im Westen verbreitet war. Die meisten Funde erbrachten Ausgrabungen im Bereich der Mobile Bay und am Delta von Mobile und Tensaw River. Das Gebiet erstreckte sich nach Norden bis in die südlichen Täler von Tombigbee River und Alabama River, etwa bis zur Stadt Selma in Alabama. Die bekannteste Fundstelle der Pensacola-Kultur ist wahrscheinlich die Bottle-Creek-Stätte auf einer flachen sumpfigen Insel nördlich von Mobile in Alabama. Diese Anlage besitzt mindestens achtzehn abgeflachte Mounds, von denen fünf um einen rechteckigen Platz angeordnet sind. Der Ort war von 1250 bis 1550 besonders stark besiedelt. Er stellte das zeremonielle Zentrum für die Bevölkerung der Pensacola dar, war jedoch von Sümpfen umgeben und zu Fuß nur schwer erreichbar. Der Zugang erfolgte deshalb mittels Einbaum-Kanus, dem wichtigsten Transportmittel der Bewohner der Bottle-Creek-Anlage.

## Geschichte
Der erste Kontakt zwischen den Pensacola und Europäern erfolgte vermutlich durch die Narváez-Expedition im Jahr 1528. Cabeza de Vaca berichtete, die Bewohner der Pensacola Bay seien „stattlich und wohlgeformt“ und lebten in festen Häusern. Der Kazike trug einen Mantel aus Marderfell, den besten Pelz, den es gab. Obwohl die Indianer zunächst friedlich erschienen, griffen sie die Spanier im Laufe der Nacht ohne Vorwarnung an.
1539 erkundete Diego Maldonado auf Befehl von Hernando de Soto die Nordküste am Golf von Mexiko und entdeckte die Pensacola Bay, die von den Spaniern unterschiedlich benannt wurde: Achuse, Achusi, Ochuse oder Ochus Bay. Maldonado fand ein Dorf an der Bucht und ließ zwei Bewohner, bekleidet „mit einer Zobeldecke“, gefangen nehmen. De Soto befahl Maldonado, ihn im nächsten Sommer an der Achuse Bay zu treffen, um Nachschub für seine Expedition zu übernehmen. Maldonado fuhr drei Jahre in Folge zur Bucht, doch de Soto kam niemals an.
Im Jahr 1559 führte Tristán de Luna y Arellano eine Expedition, um die spanische Kolonie Ochuse an der Pensacola Bay zu gründen. Die Spanier hatten beschlossen, sich mit den Lebensmitteln der Indianer zu versorgen. Doch die ganze Gegend war verlassen und sie fanden nur wenige Ureinwohner beim Fischen an der Bucht. In der nächsten Zeit verlor die Kolonie hunderte an Kolonisten durch Unwetter, Hunger und Krankheiten. Die Überlebenden retteten sich schließlich nach Kuba und Mexiko.
1657 wurde erstmals der Name Pensacola in spanischen Dokumenten als Panzacola oder Pansacola erwähnt. Er bezeichnete ein indianisches Dorf in der Nähe der Mission San Juan de Aspalaga im Stammesgebiet der Apalachee. 1685 waren die Spanier über französische Pläne besorgt, eine eigene Kolonie an der Golfküste zu errichten. Im folgenden Jahr suchten die Spanier vergeblich nach der angekündigten französischen Kolonie und nach einem geeigneten Platz für eine spanische Kolonie, um ihre Interessen in der Region zu sichern. Als Juan Jordan de Reina die Bucht 1686 erreichte, fand er Indianer eines Stammes vor, die sich selbst und die Bucht mit Panzacola bezeichneten. 1688 berichteten die Teilnehmer einer weiteren spanischen Expedition von großen, blühenden Dörfern mit freundlichen und gefügigen Indianern. Zwei Expeditionen aus 1693, von Veracruz in Neuspanien und von Apalachee ausgehend, meldeten ein fast menschenleeres Gebiet im Bereich der Pensacola Bay, dessen Bewohner vermutlich bei einem Krieg mit den benachbarten Mobile ausgerottet wurden. John Reed Swanton dagegen behauptete, die Pensacola seien nicht getötet worden, sondern westwärts ins Binnenland gezogen.
1698 wurde in der Pensacola Bay die spanische Kolonie Pensacola und ein Fort gleichen Namens gegründet. Der Gouverneur von Pensacola suchte die Unterstützung der Ureinwohner bei der Verteidigung der neuen Kolonie. Er traf sich deshalb mit einigen Angehörigen der Pensacola und Chacato, um sie zu überreden, ihre Dörfer näher an die Pensacola Bay zu verlegen. Um 1707 lebten nur noch wenige Indianer vom Stamm der Ocataze in der Nähe des spanischen Forts. In den Jahren 1725 oder 1726 gab es ein gemeinsames Dorf der Pensacola und Biloxi am Pearl River mit etwa 40 Männern. Die letzte Erwähnung des Stammes stammt vom 1. Dezember 1764, als eine Schätzung der indigenen Bevölkerung in der Region erhoben wurde. Danach hatten die Biloxi, Capinan, Chatot, Chawasha, Pascagoula, Pensacola und Washa zusammen 251 Männer. Die meisten Pensacola wurden vermutlich nach 1764 von den Choctaw aufgenommen, während der Rest nach Louisiana zog und dort entweder von den Tunica-Biloxi oder den Muskogee integriert wurde.